# Telipogon erratus
Telipogon erratus är en orkidéart som först beskrevs av Robert Louis Dressler, och fick sitt nu gällande namn av Norris Hagan Williams och Robert Louis Dressler. Telipogon erratus ingår i släktet Telipogon och familjen orkidéer.
Artens utbredningsområde är Costa Rica. Inga underarter finns listade i Catalogue of Life.